# Raiven
Raiven, pseudonimo di Sara Briški Cirman (Lubiana, 26 aprile 1996), è una cantautrice, mezzosoprano e arpista slovena.
Ha rappresentato la Slovenia all'Eurovision Song Contest 2024 con il brano Veronika.

## Biografia
Ha iniziato a muovere i primi passi nella musica all'età di quattro anni quando si è iscritta al quartetto musicale di Lubiana. Quando è entrata nella scuola di musica, aveva già iniziato gli studi d'arpa. Ha frequentato il Conservatorio di musica e balletto di Maribor e si è specializzata in arpa, canto e jazz. Nel 2015 si è diplomata come cantante e ha continuato la sua formazione musicale presso l'Accademia della Musica di Lubiana. Cirman è stata premiata più volte per i suoi successi nel campo della musica classica.
Nel 2014 ha iniziato ed esibirsi sotto lo pseudonimo Raiven, debuttando con il singolo Jadra creato con la collaborazione di Tade Košir e Jernej Kržič. A settembre 2015 ha pubblicato il secondo singolo Bežim.
Nel 2016 si è presentata all'EMA, il programma di selezione sloveno per l'Eurovision Song Contest, con il brano Črno bel. Durante la serata finale, Raiven si è classificata seconda dietro a ManuElla. Nel 2017 prende di nuovo parte all'EMA con Zažarim, classificandosi terza e nel 2018 ha preso parte alla selezione in veste di conduttrice. Nel 2019 è tornata all'EMA, con il brano Kaos, classificandosi nuovamente seconda dietro al duo Zala Kralj & Gašper Šantl.
Il 12 dicembre 2023 è stato confermato che l'emittente radiotelevisiva slovena RTV SLO l'ha selezionata internamente come rappresentante nazionale per l'Eurovision Song Contest 2024 a Malmö, in Svezia.  Il suo brano eurovisivo, Veronika, è stato presentato il 20 gennaio 2024. Nella gara di maggio, Raiven conquista l'accesso alla finale piazzandosi al 9º posto nella prima semifinale. Nella serata finale dell'11 maggio, Veronika si classifica al 23º posto su 25 paesi partecipanti, con 27 punti ottenuti.

## Discografia

### Album
- 2017 - Magenta

### EP
- 2019 - REM
- 2024 - Sirene, Pt. 1

### Singoli
- 2006 - Uspavanka za vnukinjo (con Marjan Zgonc)
- 2010 - Zmorem vse
- 2012 - Vse živo! (con Trkaj)
- 2014 - Jadra
- 2015 - Bežim
- 2016 - Črno bel
- 2016 - Nov planet
- 2017 - Zažarim
- 2017 - Sijaj
- 2017 - Povej
- 2018 - Daleč stran
- 2018 - Nisem kriva
- 2019 - Kaos
- 2019 - Širni ocean
- 2019 - Kralj Babilona
- 2019 - Ti
- 2021 - Volkovi
- 2022 - Habanera
- 2023 - Ikona (con Helena Blagne)
- 2024 - Veronika
- 2024 - Mama

## Televisione
- EMA 2016 (2016) – Concorrente
- EMA 2017 (2017) – Concorrente
- EMA 2018 (2018) – Presentatrice
- Eurovision Song Contest 2018 (2018) – Giuria
- EMA 2019 (2019) – Concorrente
- EMA 2022 (2022) – Giuria
- Eurovision Song Contest 2024 (2024) – Concorrente
- EMA 2025 (2025) – Presentatrice